# جوسيف كلوزه
جوسيف كلوزه (3 أكتوبر 1947 في بولندا - ) هو لاعب كرة قدم بولندي وألماني في مركز الهجوم. لعب مع نادي أوكسير ونادي شالون ‏ وأوبرا أوبول.

## وصلات خارجية
- جوسيف كلوزه على موقع قاعدة بيانات كرة القدم.إي يو (الإنجليزية)